# Militärmusiksamfundet
Militärmusiksamfundet (MMS) är en fristående civil förening, vars ändamål är att tillvarata och främja kännedom om, intresse för och utövande av svensk militärmusiktradition. I ett bredare perspektiv ligger även civil blåsorkestermusik inom samfundets intresseområde.  
Samfundet är öppet för alla som är intresserade av marschmusik, militärmusik, blåsmusik och blåsorkestrar.
Samfundet har cirka 500 medlemmar, de flesta i Sverige men även utomlands.
Samfundets emblem består av en sköld, som uppvisar i blått fält tre gyllene, med blå och gyllene reifar samt blå spännlinor och stroppar försedda paradtrummor, ordnade två och en; bakom skölden en stolpvis ställd, gyllene marschanförarstav med paradkedja.

## Verksamhet
Militärmusiksamfundet ger sedan 1970 ut medlemstidskriften Marschnytt med två nummer varje år, skickar det elektroniska nyhetsbrevet Marschbladet till medlemmarna, ger ut böcker och arrangerar konserter.
Samfundet har en föreningslokal i Bromma med en stor samling av noter, inspelningar, böcker, tidskrifter, bilder med mera, bland annat:
- noter till omkring 1900 musikstycken för blåsorkester
- noter till omkring 700 musikstycken för blåsoktett
- omkring 1000 CD-skivor
- omkring 4000 LP-skivor
- omkring 800 EP-skivor
- omkring 4000 78-varvsskivor (”stenkakor”)

### Utmärkelser
Militärmusiksamfundet belönar förtjänta personer med olika utmärkelser.
- Militärmusiksamfundets förtjänstmedalj Pro Musica Militare (av 7:e storleken i	guld/silver)
- Militärmusiksamfundets hedersmedalj till Ivar Widners minne (av 7:e storleken i	guld/silver)
- Militärmusiksamfundets Sam Rydberg-medalj (av 7:e storleken i brons)
- Militärmusiksamfundets minnesmedalj för Svensk Militärmusik (av 7:e storleken i förgylld	metall)
- Militärmusiksamfundets hedersplakett (guld/silver/brons)
- Militärmusiksamfundets statyett (tennfigur föreställande en regementstrumslagare i Svea	livgardes uniform)

Av ovanstående har Militärmusiksamfundets förtjänstmedalj Pro Musica Militare och Militärmusiksamfundets minnesmedalj för Svensk Militärmusik bärandetillstånd till Försvarsmaktens uniformer och tillhör grupp L respektive L2. Övriga medaljer tillhör grupp Z. Statuter för samtliga finns att tillgå på Militärmusiksamfundets webbplats under Utmärkelser.

### Högtidsdag
Samfundets högtidsdag firas årligen till åminnelse av marschkompositören Sam Rydbergs födelse den 27 oktober 1885, Sam Rydberg-dagen.

## Historia
I mitten av 1960-talet startade några entusiaster med Bo Ancker i spetsen föreningen Svenska marschfrämjandet i syfte att bevara de svenska militärmusiktraditionerna.
Efter några år bytte föreningen namn till Militärmusiksamfundet med Svenskt Marscharkiv. I dagligt tal används namnet Militärmusiksamfundet eller förkortningen MMS. Det som började som ett anspråkslöst medlemsblad har utvecklats till tidskriften Marschnytt.
Föreningen har genom åren många gånger gett konserter med egen musikkår under ledning av olika kända militärmusikdirektörer.
Genom donationer och inköp har en militärmusiksamling byggts upp.